# محمد عبو (سياسي جزائري)
 محمد عبو أديب وسياسي جزائري من مواليد 5 أوت 1949 بغليزان، حاصل على دكتوراه في العلوم الاقتصادية وكان رئيس جامعة وهران.
مارس وظيفة وزير الاتصال والثقافة بين عامي 2001 و2002، ثم عضو في المجلس الدستوري الجزائري عن المجلس الشعبي الوطني من نوفمبر 2007 إلى ديسمبر 2013.